# Walzenhausen
Walzenhausen es una comuna suiza del cantón de Appenzell Rodas Exteriores, hizo parte del extinto distrito Vorderland. 

## Geografía
La comuna está ubicada a 670 m s. n. m. Limita al noreste con las comunas de Rheineck (SG) y Sankt Margrethen (SG), al sur con Au (SG), Berneck (SG) y Oberegg (AI), y al oeste con Wolfhalden y Lutzenberg.
Desde la localidad se puede observar el maravilloso paisaje del lago de Constanza. La comuna se encuentra dividida en varias localidades: Almendsberg, Lachen, Leuchen, Platz, Schutz y Wilen.

## Historia
El nombre de Walzenhausen fue mencionado por primera vez en 1320. La capilla fue construida en 1638, lo que significó su cambio de estatus, ahora Walzenhausen era una comuna independiente; la construcción de la capilla solo duró nueve meses.

## Economía
En el pasado, la industria textil fue de gran importancia para la localidad, actualmente este renglón lo ocupa el turismo; este último factor favorizado por la excelente oferta de transporte público desde y hacia la comuna.